# 5 złotych 1927 Nike
5 złotych 1927 Nike – próbna moneta okresu złotowego II Rzeczypospolitej, przygotowana jako propozycja wzoru monety pięciozłotowej po zmianie systemu monetarnego z 5 listopada 1927 r.
Istnieją monety z napisem „PRÓBA”, jak i bez napisu. Na monetach z napisem „PRÓBA” umieszczono również znak mennicy w Warszawie, natomiast na egzemplarzach bez napisu nie ma takiego znaku.

## Rys historyczny
Po załamaniu waluty polskiej w 1926 r., w oparciu o zaciągniętą pożyczkę zagraniczną, 13 października 1927 r. wydano rozporządzenie Prezydenta Rzeczypospolitej Polskiej o stabilizacji złotego, a 5 listopada 1927 r., również rozporządzeniem prezydenta, zmieniono ustrój pieniężny kraju, wprowadzając między innymi:
- monetę srebrną (Ag500) o nominale 2 złote, średnicy 27 mm, masie 10 gramów – zastępującą będącą w obiegu dwuzłotówkę o tych samych parametrach, z tym że wybitą w stopie próby 750,
- monetę srebrną (Ag750) o nominale 5 złotych, średnicy 33 mm i masie 18 gramów – zastępującą w rzeczywistości nigdy niewprowadzoną do obiegu pięciozłotówkę o średnicy 37 mm, masie 25 gramów, w srebrze stopu 900.

Wprowadzenie nowych parametrów monety pięciozłotowej zainicjowało opracowanie przez Mennicę Państwową nowego wzoru tego nominału.
W drugim dziesięcioleciu XXI w. spośród wszystkich monet próbnych II Rzeczypospolitej znana jest jedna próbna pięciozłotówka 1927, autorstwa Edwarda Wittiga, z rewersem jak dla wprowadzonego rozporządzeniem Ministra Skarbu z 6 lipca 1928 obiegowego wzoru tego nominału oraz oryginalnym rysunkiem awersu.
Edward Wittig zaprojektował oba awersy. Na każdym z nich orzeł w koronie jest generalnie zgodny z wzorem godła państwa opracowanym przez Zygmunta Kamińskiego i wprowadzonym w grudniu 1927 r. (Dz.U. z 1927 r. nr 115, poz. 980), z tym że na próbnej monecie z 1927 r. orzeł jest większy, a napis „ZŁOTYCH” wygięto w lekkim łuku.

## Awers
Na tej stronie umieszczono godło – orła w koronie, poniżej data – „1927”, z obu stron przy łapach cyfra „5”, poniżej wygięty w lekkim łuku napis „ZŁOTYCH”, dookoła otok z kreseczek.

## Rewers
Na tej stronie umieszczono postać Nike ze wzniesioną ręką, kroczącą po chmurach, w półkolu u góry napis: „RZECZPOSPOLITA POLSKA”, na niektórych monetach u dołu nad chmurami z lewej strony napis PRÓBA, a z prawej – herb Kościesza – znak mennicy w Warszawie, na samym dole na chmurach po prawej stronie stóp Nike – monogram E W, dookoła otok z kreseczek.

## Rant
Wklęsły napis: „SALUS REIPUBLICAE SUPREMA LEX” (pol. dobro Rzeczypospolitej najwyższym prawem).

## Opis

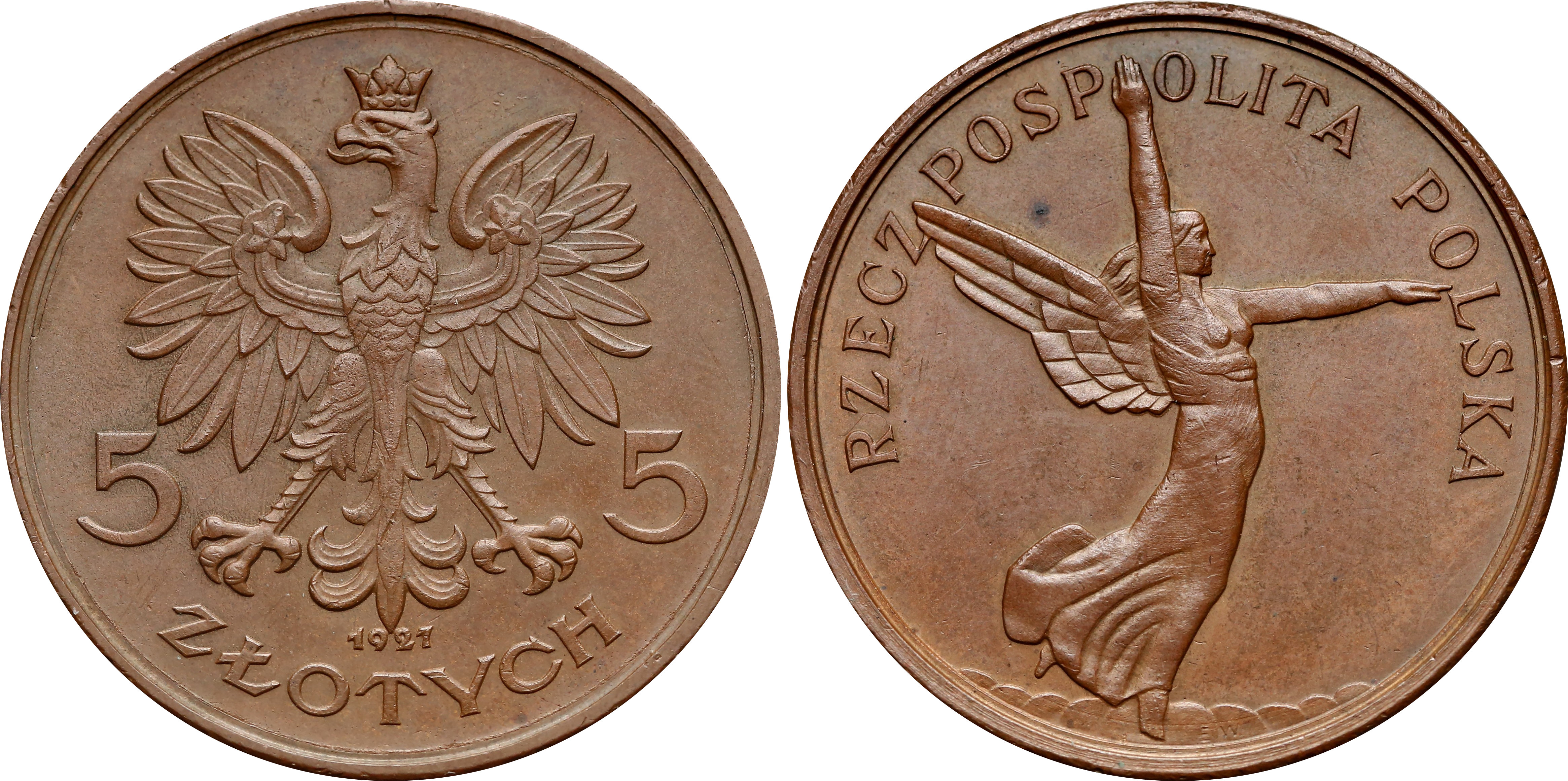
Odmiana w brązie bez napisu PRÓBA

Umieszczoną na rewersie postaci kroczącej bogini zwycięstwa Edward Wittig skopiował z projektu pomnika Wolności i Zwycięstwa, który miał stanąć w Gdyni.
Na monetach próbnych z 1927 r., na których umieszczono znak mennicy, znajduje się on z prawej strony postaci Nike, inaczej niż na wprowadzonych w następnym roku monetach obiegowych.
Monetę wybito na krążkach o średnicy 33 mm, w dwóch wersjach:
- z napisem „PRÓBA” i znakiem mennicy na rewersie,
- bez napisu „PRÓBA” i znaku mennicy na rewersie.

Z napisem „PRÓBA” wybito w srebrze 81 sztuk, masa 18,4 grama.
Bez napisu „PRÓBA” wybito w:
- srebrze 20 sztuk,
- brązie 100 sztuk, masa 16 gramów.

## Odmiany
Znane są również bicia monety:
- z napisem „PRÓBA” w brązie, masa 16,44 grama, nakład nieznany, nienotowana w obrocie kolekcjonerskim,
- z napisem „PRÓBA” w srebrze bita stemplem lustrzanym, masa 18,44 grama, nakład nieznany, nienotowana w obrocie kolekcjonerskim,
- bez napisu „PRÓBA” w miedzi, masa 15,934 grama, nakład nieznany, nienotowana w obrocie kolekcjonerskim.